# Henry Hallett
Henry Hallett (Whitehaven, 1 de fevereiro de 1888 – Cambridge, 24 de julho de 1952 (64 anos)) foi um ator de teatro e cinema britânico.

## Filmografia selecionada
- Foul Play (1920)
- The Ringer (1931)
- The Hound of the Baskervilles (1932)
- Department Store (1935)
- Victoria the Great (1937)
- Sixty Glorious Years (1938)
- Let's Be Famous (1939)
- Salute John Citizen (1942)